# Lastreopsis pacifica
Lastreopsis pacifica là một loài dương xỉ trong họ Dryopteridaceae. Loài này được Tind. mô tả khoa học đầu tiên năm 1965.
Danh pháp khoa học của loài này chưa được làm sáng tỏ. 